# اردک‌ماهی
اُردَک‌ماهی یا اردک‌ماهی شمالی یا شوک یا در زبان تبری چکاب (نام علمی: Esox lucius) نام یک گونه از سرده اردک‌ماهی است. علت نام‌گذاری به جهت دهان آنهاست که بسیار شبیه اردک می‌باشد. در برخی مناطق از گوشت آن نیز استفاده می‌شود.
این ماهی تهاجمی و گوشتخوار است و به کوسه دریاچه‌ها معروف است.